# Flughafen Douala

i7
i11
i13
Der Flughafen Douala (englisch Douala International Airport, französisch Aéroport international de Douala, IATA-Code: DLA, ICAO-Code: FKKD) ist ein internationaler Flughafen, etwa vier Kilometer südöstlich des Stadtzentrums der größten Stadt Kameruns, Douala. Es ist der Flughafen mit dem höchsten Passagieraufkommen in Kamerun. Die Fluggesellschaft Camair-Co (Cameroon Airlines Corporation) hat hier ihre Basis.

Der Airport hat ein Terminal. Eine sonst an internationalen Flughäfen übliche Fluganzeigetafel existiert nicht.

## Fluggesellschaften und Zielflughäfen
Mehrere afrikanische Fluggesellschaften fliegen Douala an. Ziele wie Nairobi oder Casablanca werden von führenden afrikanischen Airlines angeboten. Flugziele in Europa werden unter anderem durch Air France (Paris), oder Brussels Airlines (Brüssel) bedient.

## Zwischenfälle
Von 1961 bis September 2019 kam es am Flughafen Douala und in seiner näheren Umgebung zu 10 Totalschäden von Flugzeugen. Bei 7 davon kamen 387 Menschen ums Leben.
- Am 3. Februar 1951 wurde eine Douglas DC-4-1009 der Air France (Luftfahrzeugkennzeichen F-BBDO) 53 Kilometer nordnordwestlich von Douala nahe Buea, Kamerun in 2600 Metern Höhe in einen Berg geflogen (CFIT, Controlled flight into terrain). Die Maschine war auf dem Weg nach Niamey. Alle 23 Passagiere und 6 Crewmitglieder starben.[3][4]

- Am 13. Juni 1961 verunglückte eine Douglas DC-4 der Air Cameroun (TJ-ABC) 1,5 Kilometer westlich des Flughafens Douala auf einem nächtlichen Trainingsflug. Beim Start wurde der Ausfall des Triebwerks Nr. 4 (rechts außen) simuliert. Das Flugzeug gewann nach dem späten Abheben nicht genug Höhe und kollidierte 1200 Meter hinter dem Startbahnende mit einem Baum. Es stürzte zu Boden, brach auseinander und fing Feuer. Alle 5 Besatzungsmitglieder, die einzigen Insassen, kamen ums Leben.[5]

- Am 4. März 1962 gewann eine Douglas DC-7C der britischen Caledonian Airways (G-ARUD) nach dem Start vom Flughafen Douala kaum an Höhe. Die Maschine streifte zwei Kilometer hinter dem Startbahnende mehrere Bäume, schlug in einem Sumpfgebiet auf und brannte aus. Bei dem Unfall kamen alle 111 Insassen ums Leben (10 Besatzungsmitglieder und 101 Passagiere). In der Geschichte der DC-7 war dies der Unfall mit den meisten Todesopfern. Der Absturz wurde vermutlich durch ein aufgrund eines mechanischen Defekts blockiertes Höhenruder verursacht. Die 5 Jahre alte Maschine war seit dem 24. November 1961 von der belgischen Sabena gemietet, bei der sie das Kennzeichen OO-SFD getragen hatte (siehe auch Caledonian-Airways-Flug 153).[6][7]

- Am 3. Mai 1963 wurde eine Douglas DC-6B der Air Afrique (F-BIAO) auf dem Weg vom Flughafen Douala nach Lagos (Nigeria) 60 Kilometer nordnordwestlich von Douala in den Kamerunberg geflogen. Die Maschine befand sich noch im Steigflug, als sie in knapp 2000 Meter Höhe mit dem Vulkan kollidierte. Alle 55 Insassen wurden bei diesem CFIT, Controlled flight into terrain getötet.[8]

- Am 9. August 1969 verunglückte eine Lockheed L-1049G Super Constellation der französischen Catair (F-BGNC) im Anflug auf den Flughafen Douala. Das Wrack wurde erst drei Tage später 80 Kilometer nordöstlich des Ziels aufgefunden. Alle 4 Besatzungsmitglieder des Frachtfluges kamen ums Leben.[9]

- Am 11. Mai 1980 geriet eine Boeing 707-329C der belgischen Sabena (OO-SJH), betrieben für die zairische Zaire International Cargo Air System - ZICAS, im kurzen Endanflug auf den Flughafen Douala in eine Windscherung. Dies führte zu einer sehr harten Landung, bei der das Fahrwerk zusammenbrach. Daraufhin zerbrach die linke Tragfläche und die Triebwerke Nr. 1 und 2 (links außen und innen) rissen ab. Das Flugzeug wurde irreparabel beschädigt. Alle drei Besatzungsmitglieder, die einzigen Insassen auf dem Frachtflug, überlebten den Unfall.[10]

- Am 30. August 1984 brach an einer auf dem Flughafen Douala rollenden Boeing 737-200 der Cameroon Airlines (TJ-CBD) die Verdichterschaufel des linken Pratt & Whitney JT8D-Triebwerks. Umherfliegende Trümmerteile durchschlugen Flügel und Tank, wodurch die Maschine in Brand geriet. Bei der darauffolgenden Evakuierung konnten sich 114 der 116 Personen an Bord aus der Maschine retten, zwei Passagiere kamen in dem Brand um (siehe auch Cameroon-Airlines-Flug 786).[11]

- Am 3. Dezember 1995 stürzte eine Boeing 737-200 der Cameroon Airlines (TJ-CBE) bei der Landung in Douala in einen Mangrovenwald. Kurz vor dem Absturz hatte die Besatzung ein Durchstartmanöver eingeleitet und von Problemen mit dem Flugzeug berichtet. Wie später festgestellt wurde, war die Verdichterschaufel des linken Triebwerks wegen Materialermüdung gebrochen, wodurch die Flugbahn beeinträchtigt wurde. Die Besatzung hatte das Durchstartmanöver zu spät eingeleitet und dabei nicht erkannt, dass zu dem Zeitpunkt nur ein Triebwerk verfügbar war. Dies führte zu einem Geschwindigkeitsverlust und einem Strömungsabriss, durch den es letztlich zum Absturz kam. Bei dem Unfall kamen 71 der 76 Menschen an Bord ums Leben (siehe auch Cameroon-Airlines-Flug 3701).[12]

- Am 5. Mai 2007 stürzte eine Boeing 737-800 (5Y-KYA) mit 114 Menschen an Bord auf dem Flug von Douala, Kamerun nach Nairobi aufgrund eines Pilotenfehlers kurz nach dem Start ab. Der Kapitän hatte die Maschine Sekunden nach dem Start aufgrund räumlicher Desorientierung in eine zu starke Rechtsneigung gebracht, sodass diese in einen Spiralflug überging und schließlich zu Boden stürzte. Alle 114 Insassen kamen ums Leben (siehe auch Kenya-Airways-Flug 507).[13]